# Roiffieux
Roiffieux é uma comuna francesa na região administrativa de Auvérnia-Ródano-Alpes, no departamento de Ardèche. Estende-se por uma área de 19,52 km². Em 2010 a comuna tinha 2 846 habitantes (densidade: 145,8 hab./km²).